# Zwarte Valk
De Zwarte Valk (Frans: Faucon noir) is een fictief schip uit de stripreeks Roodbaard van Jean-Michel Charlier en Victor Hubinon.
Verschillende schepen van piratenkapitein Roodbaard droegen de naam van de Zwarte Valk. Het is niet helemaal duidelijk hoeveel schepen de naam droegen, maar het waren er minstens vier.

## De eerste Zwarte Valk

Een brik, vergelijkbaar met de eerste Zwarte Valk

De Zwarte Valk, het schip van de piraat Roodbaard komt al op de eerste bladzijde van het eerste album Het gebroken kompas voor. Het schip is een brik; een betrekkelijk klein, snelvarend zeilschip met twee scheepsmasten. De Zwarte Valk raakt tijdens de vele avonturen vaak beschadigd door stormen, gevechten en aanvaringen. Zo komt het tijdens een zware storm eens in aanvaring met een oeroude driemaster, welke wat later de Bloodhunt blijkt te zijn; het onbemande, al jaren op drift geraakte schip van de tientallen jaren eerder gestorven piraat Henry Morgan. Telkens weer kan het schip gerepareerd worden, meestal op een van de geheime werven van Roodbaard in het Caraïbisch gebied. Uiteindelijk weet het Spaanse Rijk Roodbaard te Cartagena in een hinderlaag te lokken en de Zwarte Valk in bezit te nemen. De bemanningsleden worden aan de ra's opgeknoopt. Voordat Roodbaard hetzelfde lot krijgt toebedeeld weet zijn aangenomen zoon Erik hem te bevrijden. Ze vluchten met het door Erik veroverde Spaanse galjoen San Ildefonso, maar niet voordat Roodbaard de Zwarte Valk heeft opgeblazen, dat hij niet in handen van de Spanjaarden wil laten. De ontploffing van de Zwarte Valk in de haven van Cartagena zorgt ervoor dat tien Spaanse galjoenen worden vernietigd en een groot deel van de stad in vlammen opgaat.
Tijdens de aanval van een gecombineerde Engels-Spaans-Hollands oorlogseskader op Duivelseiland, de geheime basis van Roodbaard in de Caraïben, gaat het schip van Roodbaard in vlammen op, maar wordt er geen naam vermeld. Dit schip heette waarschijnlijk niet Zwarte Valk.

## Driemaster de Zwarte Valk
Tijdens het gevecht tussen Spanje en Engeland enerzijds en Frankrijk anderzijds om Fort-de-France, waarbij Erik een kaperbrief hoopt te verdienen, komt Roodbaard zijn zoon te hulp met de nieuwe Zwarte Valk, een driemaster. Later, als kaper in dienst van het koninkrijk Frankrijk, komt Erik opnieuw in contact met de Zwarte Valk: in een gevecht. De Zwarte Valk blijkt in handen te zijn van de piraat Alvarez, die Erik nog kent uit Tortuga. Erik weet met zijn eigen driemaster Sperwer de zeeslag te winnen, waarbij de Zwarte Valk in brand vliegt.

## De Zwarte Valk, de helleschuit
Nadat Erik zijn vader heeft gered van degenen die hem zijn schip afhandig hebben gemaakt, laat Roodbaard in Amsterdam een nieuwe Zwarte Valk bouwen, een revolutionair schip naar eigen ontwerp. Evenals het vorige schip is deze Zwarte Valk een driemaster. De scheepsromp is veel smaller dan bij een gewone bark, maar de tuigage is veel uitgebreider. De zeilen zijn groter en kunnen vanaf het dek worden gehesen en gestreken. Ook de bewapening is verre van alledaags: naast de gewone kanonnen heeft het schip twee zeer zware in Luik gegoten kanonnen met een kaliber van ongeveer 30 centimeter, genaamd Gog en Magog (termen uit de Hebreeuwse bijbel). Aan dek, in de fokkemast en in de grote mast bevinden zich in alle standen draaibare affuiten met daarop 30 aaneengeschakelde musketten. Vanuit het ruim lopen koperen buizen tot aan de uiteinden van de ra's en giek: hiermee kan Grieks vuur over vijandelijke schepen worden gesproeid. Ten slotte heeft het schip een installatie waarmee zeemijnen kunnen worden uitgezet.
De Zwarte Valk komt vrijwel meteen in actie, wanneer Roodbaard en Erik Caroline de Murators uit de handen van de Moorse piraten proberen te redden. Zij is namelijk de kleindochter en enige erfgename van hertog Ferdinand Charles IV van Mantoue: wanneer zij verdwijnt zal Mantoue aan Oostenrijk toevallen. Na een gedurfde uitbraak uit de haven van Valletta, een vernietigende aanval op Algiers, de overwinning op de vloot van Soliman Pacha en de brutale overval op Topkapi in het hart van het Ottomaanse Rijk moet de bemanning van de Zwarte Valk het schip verlaten, omdat het onmogelijk is om na de vlucht uit Istanboel ongedeerd langs de gealarmeerde Turkse forten bij de Dardanellen te geraken. Daarom gaat men over het schiereiland Gallipoli naar de Egeïsche Zee. De Zwarte Valk wordt opgeblazen.

## De vierde Zwarte Valk
De Franse koning heeft Roodbaard en zijn bemanning gratie verleend, vanwege de verdiensten van hem en zijn zoon aan Frankrijk. Roodbaard wordt nu net als Erik een kaper in Franse dienst. Met de van de Ottomaanse sultan gestolen schatten heeft Roodbaard een nieuwe Zwarte Valk laten bouwen.